# Larus
Larus Linnaeus, 1758 è un genere di uccelli della famiglia dei Laridi, diffusi in gran parte del mondo.

## Descrizione
Sono di taglia grande, di colore bianco o grigio, e spesso hanno chiazze nere sul capo e sulle ali.

## Tassonomia
Ad oggi le specie che appartengono a questo genere (sensu stricto) sono 24 o 25 a seconda della classificazione: in particolar modo sono dibattute le classificazioni di L. brachyrhynchus e di L. thayeri, considerati a volte come specie a sé e a volte come sottospecie, rispettivamente di L. canus e di L. glaucoides. Altre specie che in precedenza erano classificate sotto Larus sono state segregate in altri 4 generi (Ichthyaetus, Chroicocephalus, Leucophaeus e Hydrocoloeus).
| Immagine | Nome scientifico                      | Nome comune in italiano                                 | Distribuzione                                                                                      |
| -------- | ------------------------------------- | ------------------------------------------------------- | -------------------------------------------------------------------------------------------------- |
|          | Larus pacificus Latham, 1802          | Gabbiano del Pacifico                                   | Australia.                                                                                         |
|          | Larus belcheri Vigors, 1829           | Gabbiano codafasciata                                   | Coste occidentali del Sudamerica.                                                                  |
|          | Larus atlanticus Olrog, 1958          | Gabbiano di Olrog                                       | Coste orientali del Sudamerica.                                                                    |
|          | Larus crassirostris Vieillot, 1818    | Gabbiano giapponese, gabbiano codanera                  | Dal Mar Cinese Orientale alla costa occidentale del Canada                                         |
|          | Larus heermanni Cassin, 1852          | Gabbiano di Heermann                                    | Costa occidentale del Nordamerica, dal Messico all'estremità meridionale della Columbia Britannica |
|          | Larus canus Linnaeus, 1758            | Gavina                                                  | Paleartico                                                                                         |
|          | Larus brachyrhynchus Richardson, 1831 | Gavina d'Alaska                                         | Nordamerica nord-occidentale                                                                       |
|          | Larus delawarensis Ord, 1815          | Gavina americana                                        | Nordamerica, Isole Britanniche                                                                     |
|          | Larus californicus Lawrence, 1854     | Gabbiano della California                               | Nordamerica occidentale                                                                            |
|          | Larus marinus Linnaeus, 1758          | Mugnaiaccio                                             | Coste atlantiche del Nordamerica e dell'Europa                                                     |
|          | Larus dominicanus Lichtenstein, 1823  | Zafferano meridionale, gabbiano del Kelp                | Emisfero meridionale                                                                               |
|          | Larus glaucescens J.F.Naumann, 1840   | Gabbiano glauco del Pacifico                            | Coste occidentali del Nordamerica e nord-orientali dell'Asia                                       |
|          | Larus occidentalis Audubon, 1839      | Gabbiano occidentale                                    | Coste occidentali del Nordamerica                                                                  |
|          | Larus livens Dwight, 1919             | Gabbiano zampegialle                                    | Golfo della California (Messico)                                                                   |
|          | Larus hyperboreus Gunnerus, 1767      | Gabbiano glauco                                         | Coste settentrionali degli Oceani Atlantico e Pacifico                                             |
|          | Larus glaucoides B.Meyer, 1822        | Gabbiano d'Islanda                                      | Canada e Groenlandia                                                                               |
|          | Larus thayeri W.S.Brooks, 1915        | Gabbiano di Thayer                                      | Nordamerica                                                                                        |
|          | Larus argentatus Pontoppidan, 1763    | Gabbiano reale nordico                                  | Coste atlantiche dell'Europa                                                                       |
|          | Larus smithsonianus Coues, 1862       | Gabbiano reale americano                                | Nordamerica                                                                                        |
|          | Larus michahellis J.F.Naumann, 1840   | Gabbiano reale mediterraneo, gabbiano reale zampegialle | Bacino del Mediterraneo                                                                            |
|          | Larus cachinnans Pallas, 1811         | Gabbiano reale del Caspio, gabbiano pontico             | Mar Nero, Mar Caspio e Asia Centrale                                                               |
|          | Larus vegae Palmén, 1887              | Gabbiano di Vega                                        | Siberia nord-orientale                                                                             |
|          | Larus armenicus Buturlin, 1934        | Gabbiano d'Armenia                                      | Caucaso e Medio Oriente                                                                            |
|          | Larus schistisagus Stejneger, 1884    | Gabbiano dorsoardesia                                   | Coste nord-occidentali del Nordamerica e nord-orientali dell'Asia                                  |
|          | Larus fuscus Linnaeus, 1758           | Zafferano                                               | Coste atlantiche dell'Europa e del Nordamerica                                                     |